# Bill Pullman
William Pullman (Nueva York, 17 de diciembre de 1953) es un actor de cine y televisión estadounidense conocido por sus intervenciones en películas como La loca historia de las galaxias (1987), Mientras dormías (1995), Casper (1995), Independence Day (1996) o Lost Highway (1997) y series como The Sinner (2017).

## Biografía
Hijo de un doctor y de una enfermera, es el primero de los siete hijos que tuvieron sus padres. Amplió sus estudios en la Universidad de Massachusetts. Su carrera comenzó en el teatro, tras trabajar para varias compañías, como por ejemplo la compañía Folger Theater Groupe en Los Angeles Theater Center. Antes de dedicarse completamente a la interpretación consiguió un máster de Bellas Artes por la Universidad de Massachusetts, y ejerció como profesor de cine, dirección e historia del teatro en la Universidad Estatal de Montana durante tres años. Se casó con la bailarina Tamara Hurtwitz en 1987, teniendo tres hijos llamados Maisa, Jack y Louis.

## Carrera
Tras numerosos trabajos en series de televisión, telefilmes y películas sin demasiada repercusión crítica o comercial, Bill Pullman empezó a obtener papeles destacados en cintas como Sleepless in Seattle (1993), protagonizada por Meg Ryan y Tom Hanks, Sommersby (1993) con Richard Gere y Jodie Foster, Malice (1993) junto a Nicole Kidman o La última seducción en la que compartía cartel con Linda Fiorentino y que es, hasta la fecha, la película mejor valorada de toda su trayectoria.
Su salto a la fama se produjo los dos años siguientes con títulos de gran éxito como la comedia romántica While You Were Sleeping (1995) en la que compartía protagonismo con Sandra Bullock, recaudando 182 millones de dólares en todo el planeta y consiguiendo el apoyo de la prensa especializada; la comedia Casper (1995) con Christina Ricci y producida por Steven Spielberg, recaudando 287 millones de dólares en las taquillas; y la superproducción Independence Day (1996) en la que aparecía junto a Will Smith, que dirigió Roland Emmerich y que sumó 817 millones de dólares en las taquillas de todo el mundo, convirtiéndose en uno de los mayores éxitos de taquilla de la historia del cine.
Después de estos tres éxitos consecutivos, Pullman intervino en producciones independientes y telefilmes con escasa repercusión. Volvió al cine con The Guilty (2000) junto a Devon Sawa, aunque finalmente no fue estrenada en las salas comerciales de numerosos países. Ese mismo año prestó su voz a la fracasada producción animada Titan A.E. (2000). Más tarde llegarían Igby Goes Down (2002) en la que compartía protagonismo con Susan Sarandon o Jeff Goldblum y que recibió el apoyo de la crítica; el taquillero remake estadounidense de la película Ju-on: The Grudge (2003) titulado The Grudge (2004) en la que interpretaba al padre de Sarah Michelle Gellar y un cameo en Scary Movie 4 (2006), que sumó 178 millones de dólares.
Pese a algunos altibajos, Pullman tiene pendientes de estreno los thrillers The Killer Inside Me (2010) protagonizada por Jessica Alba y Kate Hudson y Peacock (2010) en la que aparece junto a Josh Lucas y Susan Sarandon, además de la comedia Rio Sex Comedy (2010) con Charlotte Rampling y Matt Dillon.
En cuanto a su carrera teatral, ha pisado los escenarios de Broadway en tres ocasiones, con las obras The Goat or Who is Sylvia? (2002), de Edward Albee, Oleanna (2009) y The Other Place (2013).

## Filmografía

### Cine
| Año  | Título                                                          | Personaje                              | Notas         |
| ---- | --------------------------------------------------------------- | -------------------------------------- | ------------- |
| 1986 | Ruthless People (Por favor, maten a mi mujer [Esp])             | Earl Mott                              |               |
| 1987 | Spaceballs (La loca historia de las galaxias [Esp])             | Lone Starr                             |               |
| 1988 | The Serpent and the Rainbow (La serpiente y el arco iris [Esp]) | Dennis Alan                            |               |
| 1988 | Rocket Gibraltar                                                | Crow Black                             |               |
| 1988 | The Accidental Tourist (El turista accidental [Esp])            | Julian Edge                            |               |
| 1989 | Cold Feet                                                       | Buck Latham                            |               |
| 1990 | Brain Dead                                                      | Dr. Rex Martin                         |               |
| 1990 | Sibling Rivalry (Hay un muerto en mi cama [Esp])                | Nicholas Meany                         |               |
| 1990 | Bright Angel                                                    | Bob                                    |               |
| 1991 | Liebestraum (Pasiones prohibidas [Esp])                         | Paul Kessler                           |               |
| 1991 | Going Under                                                     | Biff Banner                            |               |
| 1992 | Nervous Ticks                                                   | York Daley                             |               |
| 1992 | Newsies (La pandilla [Esp])                                     | Bryan Denton                           |               |
| 1992 | A League of Their Own (Un equipo muy especial [Esp])            | Bob Hinson                             |               |
| 1992 | Singles (Solteros [Esp])                                        | Dr. Jamison                            |               |
| 1993 | Sommersby                                                       | Orin Meecham                           |               |
| 1993 | Sleepless in Seattle (Algo para recordar [Esp])                 | Walter Jackson                         |               |
| 1993 | Homeward Bound: The Incredible Journey                          | Padre de Molly                         |               |
| 1993 | Malice                                                          | Andy Safian                            |               |
| 1993 | Mr. Jones                                                       | Capataz en sitio de construcción       | No acreditado |
| 1994 | The Favor (El favor [Esp])                                      | Peter Whiting                          |               |
| 1994 | Wyatt Earp                                                      | Ed Masterson                           |               |
| 1994 | The Last Seduction (La última seducción [Esp])                  | Clay Gregory                           |               |
| 1995 | While You Were Sleeping (Mientras dormías [Esp])                | Jack Callaghan                         |               |
| 1995 | Casper                                                          | Dr. James Harvey                       |               |
| 1996 | Mr. Wrong                                                       | Whitman Crawford                       |               |
| 1996 | Independence Day                                                | Presidente Thomas J. Whitmore          |               |
| 1997 | Lost Highway (Carretera perdida [Esp])                          | Fred Madison                           |               |
| 1997 | The End of Violence                                             | Mike Max                               |               |
| 1998 | Zero Effect                                                     | Daryl Zero                             |               |
| 1999 | Lake Placid (Mandíbulas [Esp])                                  | Jack Wells                             |               |
| 1999 | Brokedown Palace (Sueños rotos [Esp])                           | "Yankee" Hank Green                    |               |
| 1999 | Spy Games                                                       | Harry Howe / Ernie Halliday            |               |
| 2000 | The Guilty                                                      | Callum Crane                           |               |
| 2000 | Titan A.E.                                                      | Capitán Joseph Korso                   | Voz           |
| 2000 | Lucky Numbers                                                   | Det. Pat Lakewood                      |               |
| 2000 | A Man Is Mostly Water                                           | Fascista estacionado                   |               |
| 2001 | Ignition                                                        | Conor Gallagher                        |               |
| 2002 | 29 Palms                                                        | El empleado de boletería               |               |
| 2002 | Igby Goes Down                                                  | Jason Slocumb                          |               |
| 2003 | Rick                                                            | Rick O'Lette                           |               |
| 2004 | The Grudge (La Maldición [Esp])                                 | Peter Kirk                             |               |
| 2005 | Dear Wendy (Querida Wendy [Esp])                                | Oficial Krugsby                        |               |
| 2006 | Scary Movie 4                                                   | Henry Hale                             |               |
| 2006 | Alien Autopsy                                                   | Morgan Banner                          |               |
| 2007 | Nobel Son                                                       | Max Mariner                            |               |
| 2007 | You Kill Me                                                     | Dave                                   |               |
| 2008 | Surveillance                                                    | Sam Hallaway                           |               |
| 2008 | Bottle Shock                                                    | Jim Barrett                            |               |
| 2008 | Phoebe in Wonderland                                            | Peter Lichten                          |               |
| 2008 | Your Name Here                                                  | William J. Frick                       |               |
| 2010 | Peacock                                                         | Edmund French                          |               |
| 2010 | The Killer Inside Me                                            | Billy Bob Walker                       |               |
| 2010 | Rio Sex Comedy                                                  | William                                |               |
| 2011 | Bringing Up Bobby                                               | Kent                                   |               |
| 2012 | Lola Versus                                                     | Lenny                                  |               |
| 2013 | The Unbelievers                                                 | Él mismo                               |               |
| 2014 | Red Sky                                                         | Capitán John Webster                   |               |
| 2014 | Cymbeline                                                       | Sicilius Leonatus                      |               |
| 2014 | The Equalizer                                                   | Brian Plummer                          |               |
| 2015 | American Ultra                                                  | Raymond Krueger                        |               |
| 2016 | Independence Day: Resurgence                                    | Anterior Presidente Thomas J. Whitmore |               |
| 2016 | LBJ                                                             | Senador Ralph Yarborough               |               |
| 2016 | Brother Nature                                                  | Jerry Turley                           |               |
| 2017 | Walking Out                                                     | Clyde                                  |               |
| 2017 | The Ballad of Lefty Brown                                       | Lefty Brown                            |               |
| 2017 | Trouble                                                         | Ben                                    |               |
| 2017 | Battle of the Sexes                                             | Jack Kramer                            |               |
| 2018 | The Equalizer 2                                                 | Brian Plummer                          |               |
| 2019 | The Coldest Game                                                | Joshua Mansky                          |               |
| 2019 | Dark Waters                                                     | Harry Dietzler                         |               |
| 2020 | The High Note                                                   | Max                                    |               |

- Aracnofobia (1990)
- History Is Made at Night (1999)
- Presunto homicida (2000)
- Kerosene Cowboys (2010)
- Vice (2018)

## Televisión
| Año           | Título                              | Personaje                 | Notas                                                |
| ------------- | ----------------------------------- | ------------------------- | ---------------------------------------------------- |
| 1986          | Cagney & Lacey                      | Dr. Giordano              | Episodio: "A Safe Place"                             |
| 1989          | Home Fires Burning                  | Henry Tibbets             | Película de televisión                               |
| 1990          | The Tracey Ullman Show              | Sheldon Moss              | Episodio: "The Word"                                 |
| 1992          | Crazy in Love                       | Nick Symonds              | Película de televisión                               |
| 1995          | Fallen Angels                       | Rich Thurber              | Episodio: "Tomorrow I Die"                           |
| 1996          | Mistrial                            | Steve Donohue             | Película de televisión                               |
| 1997          | Merry Christmas, George Bailey      | George Bailey             | Película de televisión                               |
| 2000          | The Virginian                       | The Virginian             | Película de televisión. También director y productor |
| 2001          | Night Visions                       | Mayor Ben Darnell         | Episodio: "A View Through the Window"                |
| 2004          | Tiger Cruise                        | Comandante Dolan          | Película de televisión                               |
| 2005          | Revelations                         | Richard Massey            | 6 episodios                                          |
| 2008          | Law and Order: Special Victims Unit | Kurt Moss                 | Episodio: "Closet"                                   |
| 2010          | Nathan vs. Nature                   | Arthur                    | Película de televisión                               |
| 2011          | Too Big to Fail                     | Jamie Dimon               | Película de televisión                               |
| 2011          | Innocent                            | Rusty Sabich              | Película de televisión                               |
| 2011          | Torchwood: Miracle Day              | Oswald Danes              | 8 episodios                                          |
| 2012–2013     | 1600 Penn                           | Presidente Dale Gilchrist | 13 episodios                                         |
| 2017–presente | The Sinner                          | Detective Harry Ambrose   | Personaje principal. 24 episodios                    |
| 2021          | Halston                             | David J. Mahoney          | 3 episodios                                          |

- 1995 - Perfect Crimes

## Teatro
| Año  | Título                      | Personaje  | Lugar                        |
| ---- | --------------------------- | ---------- | ---------------------------- |
| 2002 | The Goat, or Who Is Sylvia? | Martin     | John Golden Theatre          |
| 2009 | Oleanna                     | John       | John Golden Theatre          |
| 2012 | The Other Place             | Ian        | Samuel J. Friedman Theatre   |
| 2015 | The Jacksonian              | Fred Weber | Theatre Three at Theatre Row |
| 2019 | All My Sons                 | Joe Keller | Old Vic Theatre              |

## Premios y nominaciones
| Año  | Otorga                                 | Premio                                                                                    | Trabajo                      | Resultado |
| ---- | -------------------------------------- | ----------------------------------------------------------------------------------------- | ---------------------------- | --------- |
| 1997 | Online Film & Television Association   | Mejor Actor de Ciencia ficción / Fantasía / Horror                                        | Independence Day             | Nominado  |
| 2001 | Western Heritage Awards                | Largometraje de televisión                                                                | The Virginian                | Ganó      |
| 2008 | Cine Vegas International Film Festival | Premio Especial del Jurado                                                                | Your Name Here               | Ganó      |
| 2008 | Denver International Film Festival     | Premio John Cassavetes                                                                    | Él mismo                     | Ganó      |
| 2008 | RiverRun International Film Festival   | Año del Cinema                                                                            | Él mismo                     | Ganó      |
| 2012 | Saturn Awards                          | Mejor Actor de soporte en Televisión                                                      | Torchwood: Miracle Day       | Nominado  |
| 2016 | CinemaCon Award                        | Conjunto del Universo                                                                     | Independence Day: Resurgence | Ganó      |
| 2016 | Locarno International Film Festival    | Premio a la Excelencia                                                                    | Él mismo                     | Ganó      |
| 2017 | Woodstock Film Festival                | Excelencia en Premio de Actuación                                                         | Él mismo                     | Ganó      |
| 2018 | Critics' Choice Television Awards      | Mejor Actor en una Película / Miniserie                                                   | The Sinner                   | Nominado  |
| 2019 | Screen Actors Guild Awards             | Destacado desempeño por un Actor masculino en una Película de Televisión o Serie Limitada | The Sinner                   | Nominado  |
| 2019 | Saturn Awards                          | Mejor Actor en Televisión                                                                 | The Sinner                   | Nominado  |